# Провод линии электропередачи

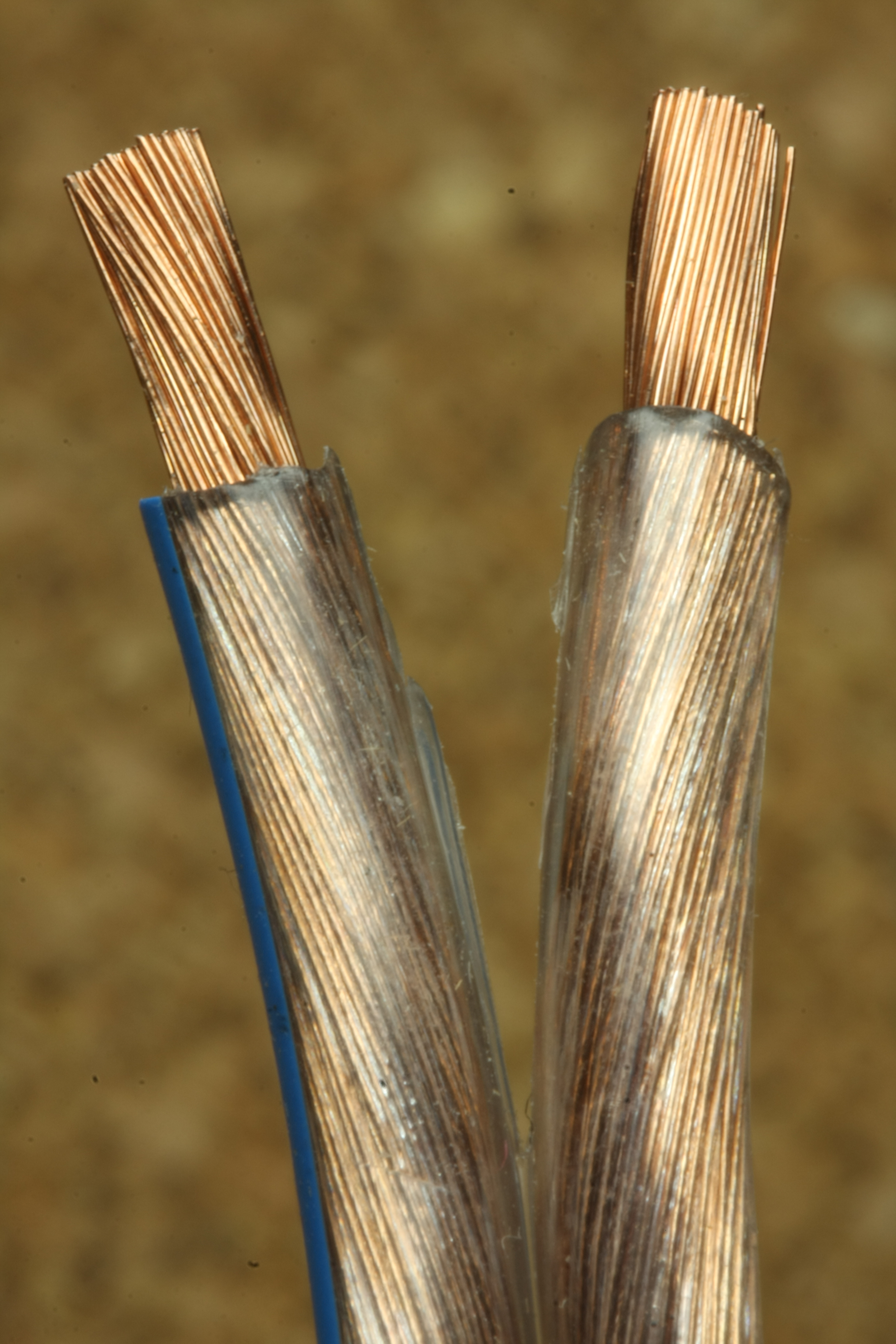
Провод линии электропередачи

Провод воздушной линии электропередачи предназначен для передачи электрической энергии от источников к электроприёмникам потребителей.

## Расположение проводов на опорах
Число проводов на опорах может быть разным. Обычно воздушная линия (ВЛ) рассчитана на передачу трёхфазного тока, поэтому опоры одноцепных ВЛ напряжением свыше 1 кВ рассчитаны на подвеску трёх фазных проводов, то есть одной цепи. На опорах двухцепных ВЛ подвешивают две параллельно идущие цепи, то есть 6 проводов.
Также бывают ВЛ с расщеплёнными фазами, когда вместо одного фазного провода большого сечения подвешивается несколько скреплённых между собой проводов меньшего сечения. Расщепление проводов применяется для устранения появления протяжённого коронного разряда (на жаргоне электроэнергетиков — «короны») на проводах. Появление «короны» не только вызывает дополнительные потери в проводах, но и создаёт дополнительные искажения первоначально синусоидальной формы тока, на работу с которыми сети переменного тока не рассчитаны.
Обычно в каждой фазе ВЛ напряжением 6-220 кВ подвешивают по одному проводу, ВЛ 330 кВ — два провода, расположенных горизонтально, ВЛ 500 кВ — три провода по вершинам треугольника, ВЛ 750 кВ — четыре провода по углам квадрата или пять проводов по углам пятиугольника, ВЛ 1150 кВ — восемь проводов по углам восьмиугольника. Однако при необходимости увеличения пропускной способности линии число проводов в фазе может быть увеличено вне зависимости от класса напряжения линии. Также при необходимости число проводов в фазе может быть уменьшено (на больших переходах).
Для расщеплённых фаз существует понятие эквивалентного радиуса провода, которое рассчитывается по формуле:
{\displaystyle r_{PR}^{EKV}={\sqrt[{n}]{r_{PR}a^{n-1}}}},
где {\displaystyle r_{PR}^{EKV}} — эквивалентный радиус провода, {\displaystyle n} — количество проводов расщеплённой фазы, {\displaystyle r_{PR}} — радиус проводов расщеплённой фазы, {\displaystyle a} — расстояние между проводами в фазе.
При необходимости (с напряжения 110 кВ — обязательно) над фазными проводами подвешивается один или несколько грозозащитных тросов.
На опорах ВЛ до 1 кВ подвешивается от 5 до 12 проводов для электроснабжения различных потребителей по одной ВЛ (наружное и внутреннее освещение, электросиловое хозяйство, бытовые нагрузки).
ВЛ до 1 кВ с глухозаземлённой нейтралью помимо фазных снабжена нулевым проводом (так называемая «четырёхпроводная сеть»). Иногда на одних и тех же опорах могут быть подвешены провода линий разного напряжения и назначения. Обычно это практикуется для линий низших и средних классов напряжений.
Расположение проводов на опорах может быть:
- горизонтальное — в один ярус.
- вертикальное — один над другим в два-три яруса.
- смешанное — вертикально расположенные провода смещены один относительно другого по горизонтали (разновидности смешанного расположения проводов — «бочка», «ёлка», «обратная ёлка» и т. д.).
- треугольником — на одноцепных опорах.
- по схеме «зигзаг» на промежуточных опорах — на одноцепных ВЛ нижний провод на первой опоре подвешен к нижней траверсе, а на второй — к верхней; нижний провод подвешен наоборот: на первой опоре — к верхней траверсе, на второй — к нижней. Верхний провод крепят на первой опоре с правой стороны верхней траверсы, на второй — с левой. При такой схеме высота подвеса нижних проводов увеличивается в среднем на половину расстояния между нижней и верхней траверсами, что позволяет увеличить пролёт между опорами или уменьшить высоту опор. При подвеске на двухцепных ВЛ можно ещё больше увеличить длину пролётов, но при этом усложняется конструкция опор.

## Условия работы проводов
На воздушных линиях электропередач используются голые (без изоляции) провода, так как они расположены достаточно высоко. При передаче электроэнергии большей мощности используются провода большего сечения.
Непосредственно на фазный провод линии может устанавливаться устройство для определения повреждённого участка линии электропередачи и сигнализации о произошедшей аварийной ситуации.

## Маркировка проводов
- Неизолированные провода описываются ГОСТ 839-80.
  - М — провод, состоящий из одной или скрученный из нескольких медных проволок.
  - А — провод, состоящий из одной или скрученный из нескольких алюминиевых проволок
  - АС — провод, состоящий из сердечника, сплетённого из оцинкованных стальных проволок, и намотки алюминиевых проволок. Получил наибольшее распространение. Также встречается устаревшее обозначение, обозначающее провод марки АС с отношением алюминий/сталь — около 6, например — АС400=АС400/64.
  - ПСО и ПС — провода, изготовленные из стали, соответственно однопроволочный и многопроволочный. Провод ПСО — это проволока телеграфная ГОСТ 1668-73.
  - АСКС — провод марки АС, но межпроволочное пространство стального сердечника, включая его наружную поверхность, заполнено нейтральной смазкой повышенной нагревостойкости.
  - АСКП — провод марки АС, но межпроволочное пространство всего провода, за исключением наружной поверхности, заполнено нейтральной смазкой повышенной нагревостойкости.
  - АСУ — сталеалюминиевые провода с усиленным стальным сердечником (устаревшее, провод марки АС с отношением алюминий/сталь — около 4, например — АСУ400=АС400/93).
  - АСО — сталеалюминиевые провода с облегчённым стальным сердечником (устаревшее, провод марки АС с отношением алюминий/сталь — около 8, например — АСО400=АС400/51).
  - АСУС — сталеалюминиевые провода с особо усиленным стальным сердечником (устаревшее, провод марки АС с отношением алюминий/сталь — меньше 3, например АС70/72, АС95/141).

В марке провода указывается и его номинальное сечение. Например, А-50 означает алюминиевый провод сечением 50 мм². Для стальных однопроволочных проводов в марке указывают диаметр провода. Так, ПСО-5 означает однопроволочный стальной провод диаметром 5 мм. Для сталеалюминевых проводов указывается два числа через дробь, числитель — сечение алюминиевых проводов в мм2, знаменатель — сечение стального сердечника (например АС-400/51).
- Изолированные провода (самонесущий изолированный провод, СИП) — многожильные провода для воздушных линий электропередачи, содержащие изолированные жилы и несущий элемент, предназначенный для крепления или подвески провода. Они используются в основном для внутренних сетей. Токоведущие жилы проводов выполняют из круглой медной или алюминиевой проволоки. Изолирующую оболочку выполняют из резины или полихлорвинилового пластиката. Защитные покровы проводов с резиновой изоляцией выполняют в виде оплётки из волокнистых материалов, пропитанной противогнилостным составом. Провода с ПВХ-изоляцией обычно изготовляют без защитных покровов. Применяют также металлические защитные оболочки для защиты от механических повреждений.
- Защищённые провода — провода для воздушных линий электропередачи, поверх токопроводящей жилы которых наложена экструдированная полимерная защитная изоляция, исключающая короткое замыкание между проводами при схлёстывании и снижающая вероятность замыкания на землю.

## Упаковка проводов
Многопроволочные провода обычно поставляются на стандартных деревянных или металлических барабанах, а однопроволочные — на барабанах или в мотках, упакованных в бумагу и мешковину или полиэтиленовую плёнку.
Деревянные барабаны делаются из сосновых или еловых досок. Боковые диски (щёки) барабанов сколочены из двух-трёх слоёв досок и стянуты металлическими шпильками с обеих сторон шейки. В зависимости от диаметра щёк барабаны изготавливают нескольких типоразмеров (номеров). Щёки барабанов большого диаметра снабжены металлическими втулками.
Минимальная длина провода, намотанного на барабан (так называемая строительная длина), нормируется стандартами и зависит от типоразмера барабана и сечения провода.